# Китов, Юрий Борисович
Юрий Борисович Китов (6 апреля 1943, Малая Гусиха — 18 февраля 1994, Саратов) — российский государственный и хозяйственный деятель. глава администрации города Саратова (1992—1994).

## Биография
Родился 6 апреля 1943 года в селе Малая Гусиха Базарно-Карабулакского района Саратовской области.
Окончил Саратовский институт механизации сельского хозяйства имени М. И. Калинина. Был членом КПСС.
Работал инженером на мехзаводе, главным инженером колхоза, директором автопредприятия, в партийных структурах.
С 1985 по 1990 год работал директором треста «Саратовптицепром».
С 1990 по 1993 годы — народный депутат Верховного совета РСФСР XI созыва.
С 6 июня 1992 по декабрь 1993 года — глава администрации города Саратова.
12 декабря 1993 года проиграл выборы в Совет Федерации главе администрации Саратовской области Ю. В. Белых и своему заместителю Д. Ф. Аяцкову, заняв третье место.
В это же время в отношении его заместителей Анатолия Зотова и Александра Фролова были возбуждены уголовные дела о взяточничестве и хищении бюджетных средств.
На фоне проигрыша в выборах и коррупционного скандала в администрации города покончил жизнь самоубийством 18 февраля 1994 года, оставив предсмертную записку следующего содержания:
«Будьте прокляты!!! Аяцков, Наумов, Володин. Устал от лжи, предательства, борьбы, травли. Люди, простите меня. Я Вас любил и отдавал себя полностью, но это не могло продолжаться без конца»